# Kreuz von Monte Cassino

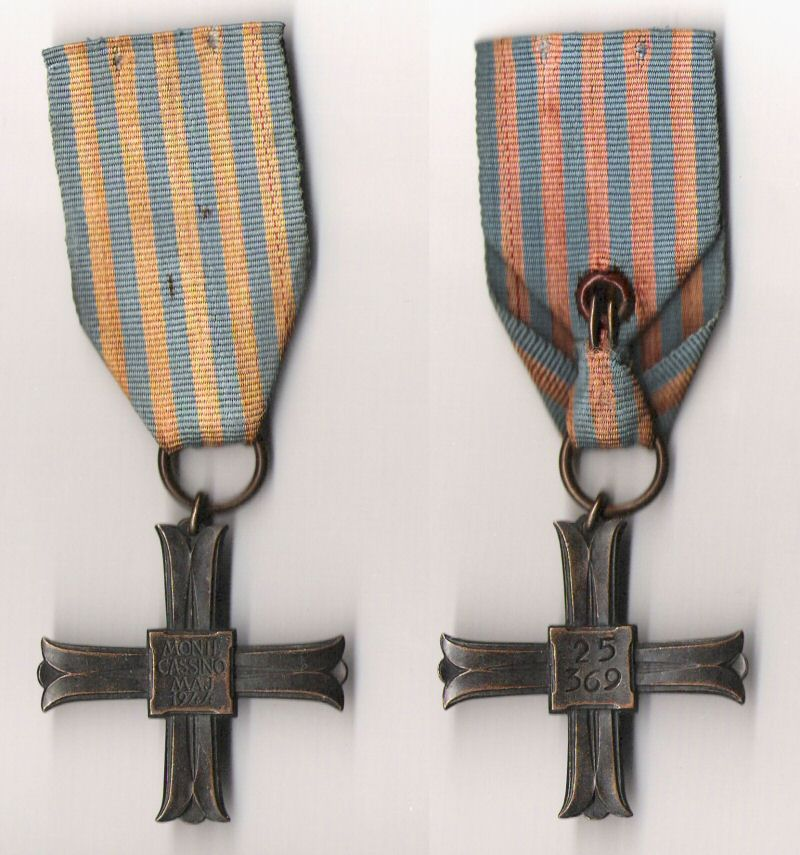
Kreuz von Monte Cassino – Vorder- und Rückseite

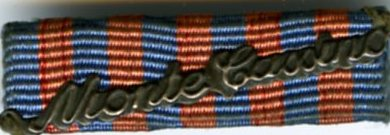
Ordensband mit Schriftzug

Das Kreuz von Monte Cassino (oder auch das Monte Cassino Gedenkkreuz; poln. Krzyż Pamiątkowy Monte Cassino) ist eine polnische militärische Auszeichnung, die auf Anordnung der polnischen Exilregierung vom 20. November 1944 als Gedenkabzeichen für Soldaten des 2. polnischen Korps eingeführt wurde, die an der Schlacht um Monte Cassino teilnahmen.

## Voraussetzungen für die Verleihung
Das Kreuz konnten alle Soldaten des 2. polnischen Korps erhalten, die in der Zeit vom 12. bis 31. Mai 1944 an den Kämpfen um Monte Cassino, Piedemonte und Passo Corno im Rahmen der alliierten Angriffe auf die von den Deutschen in Mittelitalien errichtete Gustav-Linie teilgenommen hatten, sowie alle vom 7. bis zum 30. April auf dem Schlachtfeld verwundeten Soldaten des Korps.
Die Orden wurden auf persönlichen Befehl des 2.-Korps-Kommandos verliehen und die Ordensperson erhielt eine Karte mit einer auf der Rückseite des Kreuzes abgestempelten Nummer.
Einer Quelle zufolge wurde die Auszeichnung an 48.335 Personen vergeben, und anderen zufolge wurden 48.608 Personen ausgezeichnet, und 27 Personen wurde der Orden wieder entzogen.
Dieses Kreuz wurde nicht in das Dekorationssystem der Volksrepublik Polen aufgenommen. Erst mit dem Gesetz vom 16. Oktober 1992 wurde das Kreuz von Monte Cassino als militärische Auszeichnung im polnischen Auszeichnungssystem von der Republik Polen anerkannt und gleichzeitig die Ausgabe als abgeschlossen anerkannt.

## Aussehen und Beschaffenheit
Das Kreuz von Monte Cassino ist ein gleichschenkliges Kreuz, das die Form des Kreuzes des heiligen Benedikt hat. Der Orden ist aus Bronze mit den Maßen 40 × 40 mm, die Arme sind profiliert. Auf der Vorderseite befindet sich in der Mitte des Kreuzes ein quadratisches Schild mit der Aufschrift MONTE / CASSINO / MAJ / 1944. Auf der Rückseite befindet sich derselbe Schild mit einer fortlaufenden Nummer.
Eine zusätzliche Metallinschrift „Monte Cassino“ ist auf dem Abzeichen angebracht.